# چارتکانه
در نسبیت خاص، چارتکانه (به انگلیسی: Four-momentum) تعمیم تکانه کلاسیک سه بعدی به فضازمان چهاربعدی است. تکانه یک بردار در سه بعد است و چارتکانه یک چاربردار در فضازمان است.
چارتکانه پادوردای یک ذره با سه-تکانه p = (px, py, pz) و انرژی E عبارت است از:
{\displaystyle \mathbf {P} ={\begin{pmatrix}P^{0}\\P^{1}\\P^{2}\\P^{3}\end{pmatrix}}={\begin{pmatrix}E/c\\p_{x}\\p_{y}\\p_{z}\end{pmatrix}}}
چارتکانه در محاسبات نسبیتی سودمند است زیرا یک بردار لورنتز است. یعنی می توان به آسانی تحت تبدیلات لورنتز، چگونگی تبدیل آن را ردیابی نمود.
تعریف بالا بادر نظرگرفتن قرارداد x0 = ct نوشته شده است. برخی نویسندگان از قرارداد x0 = t استفاده می کنند که تعریفی متفاوت به دست می آید که در آن P0 = E/c2. همچنین می توان چارتکانه هموردای Pμ را تعریف نمود که در آن علامت سه تکانه معکوس است.

## نرم مینکوفسکی
با محاسبه نرم مینکوفسکی چارتکانه یک کمیت ناوردای لورنتز به دست می آید که مقدارش برابر با مجذور جرم ویژه ذره است:
{\displaystyle -\|\mathbf {P} \|^{2}=-P^{\mu }P_{\mu }=-\eta _{\mu \nu }P^{\mu }P^{\nu }={E^{2} \over c^{2}}-|{\vec {p}}|^{2}=m^{2}c^{2}}
و با در نظرگرفتن این قرارداد نوشته شده است که ماتریس زیر معکوس تانسور متریک نسبیت خاص است. 
{\displaystyle \eta ^{\mu \nu }={\begin{pmatrix}-1&0&0&0\\0&1&0&0\\0&0&1&0\\0&0&0&1\end{pmatrix}}}
اندازه ||P||2 ناوردای لورنتز است یعنی مقدار آن تحت تبدیلات لورنتز تغییرنخواهد کرد.

## رابطه با چارسرعت
برای یک ذره پرجرم، چارتکانه برابر است با جرم ناوردا ضرب در چارسرعت:
{\displaystyle P^{\mu }=m\,U^{\mu }\!}
که در آن چارسرعت برابر است با:
{\displaystyle {\begin{pmatrix}U^{0}\\U^{1}\\U^{2}\\U^{3}\end{pmatrix}}={\begin{pmatrix}\gamma c\\\gamma v_{x}\\\gamma v_{y}\\\gamma v_{z}\end{pmatrix}}}
و :{\displaystyle \gamma ={\frac {1}{\sqrt {1-\left({\frac {v}{c}}\right)^{2}}}}} فاکتور لورنتز و c سرعت نور است.